# Табера Араос, Артуро
Артуро Табера Араос (исп. Arturo Tabera Araoz; 29 октября 1903, Эль-Барко-де-Авила, Испания — 13 июня 1975, Рим, Италия) — испанский куриальный кардинал, кларетинец. Титулярный епископ Лирбе и апостольский администратор Барбастро с 16 февраля 1946 по 2 февраля 1950. Епископ Барбастро со 2 февраля по 13 мая 1950. Епископ Альбасете с 13 мая 1950 по 23 июля 1968. Архиепископ Памплоны и Туделы с 23 июля 1968 по 4 декабря 1971. Префект Священной Конгрегации Богослужения с 20 февраля 1971 по 8 сентября 1973. Префект Священной Конгрегации по делам монашествующих с 8 сентября 1973 по 13 июня 1975. Кардинал-священник с титулом церкви Сан-Пьетро-ин-Монторио с 28 апреля 1969.
Участвовал в работе Второго Ватиканского собора.